# Tréméven, Côtes-d'Armor
Tréméven är en kommun i departementet Côtes-d'Armor i regionen Bretagne i nordvästra Frankrike. Kommunen ligger i kantonen Lanvollon som tillhör arrondissementet Saint-Brieuc. År 2022 hade Tréméven 355 invånare.

## Befolkningsutveckling
Antalet invånare i kommunen Tréméven
Referens:INSEE